# ۳۲۷ (پیش از میلاد)
۳۲۷ (پیش از میلاد) ۳۲۷مین سال قبل از تقویم میلادی است.

## رویدادها
- پیوند زناشویی میان اسکندر مقدونی و روشنک.